# Impact Wrestling Sacrifice
Sacrifice is een professioneel worstelevenement dat georganiseerd wordt door de Amerikaanse worstelorganisatie Impact Wrestling (voorheen bekend als Total Nonstop Action Wrestling (TNA)). Het was oorspronkelijk gehouden als een pay-per-view (PPV) evenement van 2005 tot 2014. Het eerste evenement van Sacrifice vond plaats in augustus 2005. Toen de namen van evenementen in 2006 door TNA werden gehusseld, werd het evenement verplaatst naar mei. Sacrifice heeft de traditie om de laatste rondes van toernooien te zijn. Sacrifice 2005 zag Samoa Joe een overwinning hebben op A.J. Styles om de Super X Cup te winnen. Sacrifice 2006 was de laatste ronde van het World X Cup Tournament. Sacrifice 2008 zette de traditie voort met de finale van het Deuces Wild Tag Team Tournament. Bij het evenement Sacrifice 2009 won Beer Money, Inc. van The British Invasion in de finale van het Team 3D Invitational Tag Team Tournament. Alle evenementen zijn gehouden in de Impact Zone. Op 11 januari 2013, kondigde TNA aan dat er alleen vier PPV's geproduceerd werden in 2013, waarvan Sacrifice werd afgevallen. In 2016 werd Sacrifice gehouden als een speciale aflevering van Impact Wrestling en werd herrezen als een maandelijkse special voor Impact Plus in 2020.

## Evenementen
| Evenementen    | Datum            | Stad                 | Locatie        | Main Event |
| -------------- | ---------------- | -------------------- | -------------- | --- |
| Sacrifice 2005 | 14 augustus 2005 | Orlando, Florida     | Impact Zone    | Jeff Jarrett & Rhino vs. Raven & Sabu in een tag team match                                                                                  |
| Sacrifice 2006 | 14 mei 2006      | Orlando, Florida     | Impact Zone    | Christian Cage (c) vs. Abyss in een Full Metal Mayhem match voor het NWA World Heavyweight Championship                                      |
| Sacrifice 2007 | 13 mei 2007      | Orlando, Florida     | Impact Zone    | Christian Cage vs. Kurt Angle vs. Sting in een 3-way match voor de inaugurele TNA World Heavyweight Championship                             |
| Sacrifice 2008 | 11 mei 2008      | Orlando, Florida     | Impact Zone    | Samoa Joe (c) vs. Kaz vs. Scott Steiner in een 3-way match voor het TNA World Heavyweight Championship                                       |
| Sacrifice 2009 | 24 mei 2009      | Orlando, Florida     | Impact Zone    | Mick Foley (c) vs. Jeff Jarrett vs. Kurt Angle vs. Sting in een 4-way Ultimate Sacrifice match voor het TNA World Heavyweight Championship   |
| Sacrifice 2010 | 16 mei 2010      | Orlando, Florida     | Impact Zone    | Rob Van Dam (c) vs. A.J. Styles voor het TNA World Heavyweight Championship                                                                  |
| Sacrifice 2011 | 15 mei 2011      | Orlando, Florida     | Impact Zone    | Sting (c) vs. Rob Van Dam voor het TNA World Heavyweight Championship                                                                        |
| Sacrifice 2012 | 13 mei 2012      | Orlando, Florida     | Impact Zone    | Bobby Roode (c) vs. Rob Van Dam in een Ladder match voor het TNA World Heavyweight Championship                                              |
| Sacrifice 2014 | 27 april 2014    | Orlando, Florida     | Impact Zone    | Eric Young (c) vs. Magnus voor het TNA World Heavyweight Championship                                                                        |
| Sacrifice 2016 | 26 april 2016    | Orlando, Florida     | Impact Zone    | Ethan Carter III vs. Mike Bennett |
| Sacrifice 2020 | 22 februari 2020 | Louisville, Kentucky | Davis Arena    | Tessa Blanchard vs. Ace Austin |
| Sacrifice 2021 | 13 maart 2021    | Nashville, Tennessee | Skyway Studios | Rich Swann (c-Impact) vs. Moose (c-TNA) in een unificatie match voor het Impact World Championship en het TNA World Heavyweight Championship |